# 세인트존카피스테르구

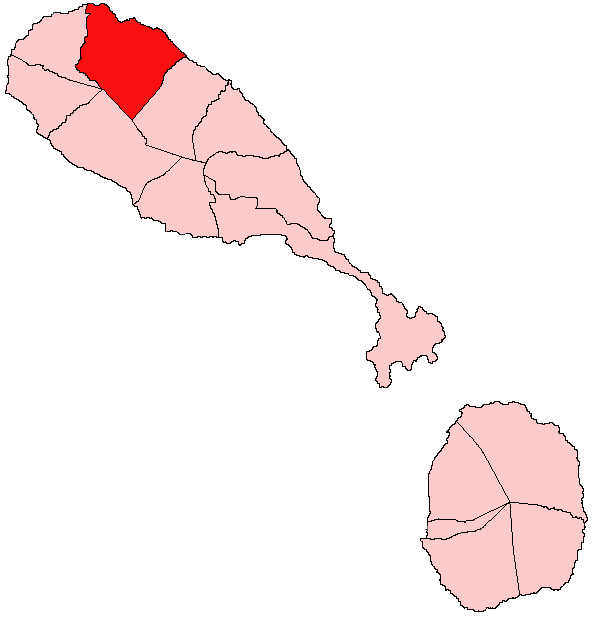
세인트존카피스테르구의 위치

세인트존카피스테르구(영어: Saint John Capisterre Parish)는 세인트키츠 네비스의 구로 행정 중심지는 디에프베이타운이며 면적은 25km2, 인구는 3,181명(2001년 기준), 인구 밀도는 127.24명/km2이다. 세인트키츠섬 북부에 위치한다.